# Гай Семпроній Блез
Гай Семпроній Блез (лат. Gaius Sempronius Blaesus; ? — після 244 до н. е.) — політичний, державний та військовий діяч Римської республіки, дворазовий консул 253 та 244 років до н. е.

## Життєпис
Походив із впливового плебейського роду Семпроніїв. Син Тиберія Семпронія Блеза. Про молоді роки немає відомостей. У 253 році до н. е. обраний консулом разом з Гнеєм Сервілієм Цепіоном. У цей час тривала Перша Пунічна війна. Спільно із колегою очолив римський флот, який атакував африканське узбережжя (в районі сучасного Малого Сирту), спустошивши місцевість. Після цього рушили до Сицилії, де біля мису Полінур (неподалік Італії) у бурі втратили 150 кораблів. Незважаючи на це Блез та Цепіон отримала від сенату право на тріумф.
У 244 році до н. е. його вдруге обрано консулом, цього разу разом з Авлом Манлієм Торкватом Аттіком. Римське військо атакувало карфагенську базу на горі Ерікс. Проте карфагеняни на чолі із Гамількаром Баркою зуміли відбити напад. Гай Семпроній Блез з колегою не досяг військової переваги над ворогом. Також відомо, що Блез займався заснуванням римських поселень поблизу Брундізіума на півдні Італії. Подальша доля невідома.

## Родина
- Гай Семпроній Блез, народний трибун 211 року до н. е.
- Тиберій Семпроній Блез, квестор 217 року до н. е.